# Coupe d'Europe de baseball 2013
Navigation
2012 2014
La Coupe d'Europe de baseball 2013 est la 50e édition de cette compétition sous l'égide de la Confédération européenne de baseball.
Elle rassemble les douze meilleurs clubs européens et se déroule en deux temps: une phase de poule et une finale à deux (Final 2). La phase de poule se joue du 4 au 9 juin à Barcelone (Pays-Bas) et à Ratisbonne (Allemagne).
La finale à deux oppose les deux vainqueurs des poules, les italiens du Rimini Baseball Club et du Unipol Bologna, du 1er au 3 août 2013.

## Déroulement
Depuis 2009, l'épreuve se tient en deux phases : une phase qualificative impliquant douze clubs, puis une finale à quatre. En 2013 le Final 4 devient le Final 2. Les premières équipes de chaque poule sont qualifiées pour la finale à deux. Le vainqueur est déclaré Champion d'Europe.
Chaque pays suivant envoie deux équipes: Italie, Pays-Bas, Allemagne et République tchèque. La Suisse, Saint-Marin, la France et l'Espagne en envoient une. Ce sont les champions nationaux et, si le pays a deux places en Coupe d'Europe A, les deuxièmes de championnat ou vainqueurs de coupe nationale.
Les derniers des poules de la Coupe d'Europe A sont quant à eux reversés dans des poules de maintien en compagnie des quatre vainqueurs des European Cup A Qualifier. Les vainqueurs gagnent une place pour leur pays en Coupe d'Europe A 2014.

## Clubs participants
- Corendon Kinheim
- L&D Amsterdam
- Rimini Baseball Club
- Unipol Bologna
- AVG Draci Brno
- Eagles Prague
- Regensburg Legionäre
- Paderborn Untouchables
- T&A San Marino
- CB Barcelone
- Rouen Huskies
- Bern Cardinals

## Phase qualificative

### Poule A (Barcelone)

#### Rencontres
| 4 juin 2013 | Rouen Huskies | 0 - 1 Boxscore | AVG Draci Brno | Montjuic Affluence: 30 |

| 4 juin 2013 | Rimini Baseball Club | 1 - 0 (11) Boxscore | Corendon Kinheim | Montjuic Affluence: 60 |

| 4 juin 2013 | Paderborn Untouchables | 2 - 4 Boxscore | CB Barcelone | Montjuic Affluence: 120 |

| 5 juin 2013 | Corendon Kinheim | 7 - 9 Boxscore | Rouen Huskies | Montjuic Affluence: 62 |

| 5 juin 2013 | AVG Draci Brno | 0 - 2 Boxscore | Paderborn Untouchables | Montjuic Affluence: 40 |

| 5 juin 2013 | CB Barcelone | 1 - 2 Boxscore | Rimini Baseball Club | Montjuic Affluence: 136 |

| 6 juin 2013 | Corendon Kinheim | 9 - 6 Boxscore | Paderborn Untouchables | Montjuic Affluence: 40 |

| 6 juin 2013 | Rouen Huskies | 3 - 6 Boxscore | Rimini Baseball Club | Montjuic Affluence: 64 |

| 6 juin 2013 | CB Barcelone | 3 - 10 Boxscore | AVG Draci Brno | Montjuic Affluence: 138 |

| 7 juin 2013 | Rimini Baseball Club | 4 - 10 Boxscore | AVG Draci Brno | Montjuic Affluence: 46 |

| 7 juin 2013 | Rouen Huskies | 5 - 10 Boxscore | Paderborn Untouchables | Montjuic Affluence: 65 |

| 7 juin 2013 | Corendon Kinheim | 7 - 0 Boxscore | CB Barcelone | Montjuic Affluence: 110 |

| 8 juin 2013 | AVG Draci Brno | 0 - 1 Boxscore | Corendon Kinheim | Montjuic Affluence: 100 |

| 8 juin 2013 | Paderborn Untouchables | 1 - 2 Boxscore | Rimini Baseball Club | Montjuic Affluence: 115 |

| 9 juin 2013 | CB Barcelone | 2 - 1 Boxscore | Rouen Huskies | Montjuic Affluence: 82 |

#### Classement
| Pl. | Équipe                 | J | V | D | %    |
| --- | ---------------------- | - | - | - | ---- |
| 1   | Rimini Baseball Club   | 5 | 4 | 1 | .800 |
| 2   | Corendon Kinheim       | 5 | 3 | 2 | .600 |
| 3   | AVG Draci Brno         | 5 | 3 | 2 | .600 |
| 4   | CB Barcelone           | 5 | 2 | 3 | .400 |
| 5   | Paderborn Untouchables | 5 | 2 | 3 | .400 |
| 6   | Rouen Huskies          | 5 | 1 | 4 | .200 |

#### Finale
| 9 juin 2013 | Rimini Baseball Club | 6 - 2 Boxscore | Corendon Kinheim | Montjuic Affluence: 200 |

### Poule B (Ratisbonne)

#### Rencontres
| 4 juin 2013 | L&D Amsterdam | 3 - 4 Boxscore | Unipol Bologna | Armin-Wolf-Arena Affluence: 75 |

| 4 juin 2013 | T&A San Marino | 8 - 3 Boxscore | Eagles Prague | Armin-Wolf-Arena Affluence: 115 |

| 4 juin 2013 | Bern Cardinals | 8 - 14 Boxscore | Regensburg Legionäre | Armin-Wolf-Arena Affluence: 331 |

| 5 juin 2013 | Eagles Prague | 12 - 4 Boxscore | Bern Cardinals | Armin-Wolf-Arena Affluence: 60 |

| 5 juin 2013 | Unipol Bologna | 14 - 4 Boxscore | T&A San Marino | Armin-Wolf-Arena Affluence: 122 |

| 5 juin 2013 | Regensburg Legionäre | 1 - 9 Boxscore | L&D Amsterdam | Armin-Wolf-Arena Affluence: 477 |

| 6 juin 2013 | Eagles Prague | 1 - 2 Boxscore | Unipol Bologna | Armin-Wolf-Arena Affluence: 57 |

| 6 juin 2013 | L&D Amsterdam | 16 - 1 (8) Boxscore | Bern Cardinals | Armin-Wolf-Arena Affluence: 85 |

| 6 juin 2013 | Regensburg Legionäre | 7 - 6 (10) Boxscore | T&A San Marino | Armin-Wolf-Arena Affluence: 408 |

| 7 juin 2013 | Bern Cardinals | 2 - 9 Boxscore | Unipol Bologna | Armin-Wolf-Arena Affluence: 92 |

| 7 juin 2013 | L&D Amsterdam | 0 - 4 Boxscore | T&A San Marino | Armin-Wolf-Arena Affluence: 183 |

| 7 juin 2013 | Regensburg Legionäre | 3 - 5 Boxscore | Eagles Prague | Armin-Wolf-Arena Affluence: 748 |

| 8 juin 2013 | T&A San Marino | 5 - 2 Boxscore | Bern Cardinals | Armin-Wolf-Arena Affluence: 72 |

| 8 juin 2013 | Eagles Prague | 5 - 19 Boxscore | L&D Amsterdam | Armin-Wolf-Arena Affluence: 167 |

| 8 juin 2013 | Unipol Bologna | 9 - 4 Boxscore | Regensburg Legionäre | Armin-Wolf-Arena Affluence: 772 |

#### Classement
| Pl. | Équipe               | J | V | D | %     |
| --- | -------------------- | - | - | - | ----- |
| 1   | Unipol Bologna       | 5 | 5 | 0 | 1.000 |
| 2   | T&A San Marino       | 5 | 3 | 2 | .600  |
| 3   | L&D Amsterdam        | 5 | 3 | 2 | .600  |
| 4   | Eagles Prague        | 5 | 2 | 3 | .400  |
| 5   | Regensburg Legionäre | 5 | 2 | 3 | .400  |
| 6   | Bern Cardinals       | 5 | 0 | 5 | .000  |

#### Finale
| 9 juin 2013 | Unipol Bologna | 7 - 6 Boxscore | T&A San Marino | Armin-Wolf-Arena Affluence: 413 |

## Finale à 2
| 1er août 2013 | Unipol Bologna | 10 - 0 Boxscore | Rimini Baseball Club | Stade Gianni Falchi, Bologne Affluence: 2200 |

| 2 août 2013 | Rimini Baseball Club | 1 - 2 Boxscore | Unipol Bologna | Stade des Pirates, Rimini Affluence: 1500 |

## Barrage de relégation
Le barrage se joue sous forme de deux poules de trois équipes auxquels participent les derniers des deux poules de Coupe d'Europe A et les quatre vainqueurs des poules de qualification en Coupe d'Europe A. Les vainqueurs des barrages donnent une place à leur pays en Coupe d'Europe A pour 2014.
Participants:
- Rouen Huskies (Coupe d'Europe A - Barcelone)
- Bern Cardinals (Coupe d'Europe A - Ratisbonne)
- Borgerhout Squirrels  (Qualification à la Coupe d'Europe A - Anvers)
- KNTU Elizavetgrad  (Qualification à la Coupe d'Europe A - Athènes)
- North-Stars SDUSHOR (Qualification à la Coupe d'Europe A - Karlovac)
- Sénart Templiers (Qualification à la Coupe d'Europe A - Sénart)

### Poule A (Rouen)

#### Rencontres
| 20 septembre 2013 | North-Stars SDUSHOR | 3 - 1 | Borgerhout Squirrels | Terrain Pierre Rolland |

| 21 septembre 2013 | Borgerhout Squirrels | 5 - 11 | Rouen Huskies | Terrain Pierre Rolland |

| 22 septembre 2013 | Rouen Huskies | 7 - 0 | North-Stars SDUSHOR | Terrain Pierre Rolland |

#### Classement
| Pl. | Équipe               | J | V | D | %     |
| --- | -------------------- | - | - | - | ----- |
| 1   | Rouen Huskies        | 2 | 2 | 0 | 1.000 |
| 2   | North-Stars SDUSHOR  | 2 | 1 | 1 | .500  |
| 3   | Borgerhout Squirrels | 2 | 0 | 2 | .000  |

### Poule B (Zürich)

#### Rencontres
| 20 septembre 2013 | Bern Cardinals | 7 - 0 | Sénart Templiers |  |

| 21 septembre 2013 | Sénart Templiers | 3 - 1 | KNTU Elizavetgrad |  |

| 22 septembre 2013 | KNTU Elizavetgrad | 8 - 3 | Bern Cardinals |  |

#### Classement
| Pl. | Équipe            | J | V | D | % |
| --- | ----------------- | - | - | - | - |
| 1   | Bern Cardinals    |   |   |   |   |
| 2   | Sénart Templiers  |   |   |   |   |
| 3   | KNTU Elizavetgrad |   |   |   |   |